# Arkadiusz Godel

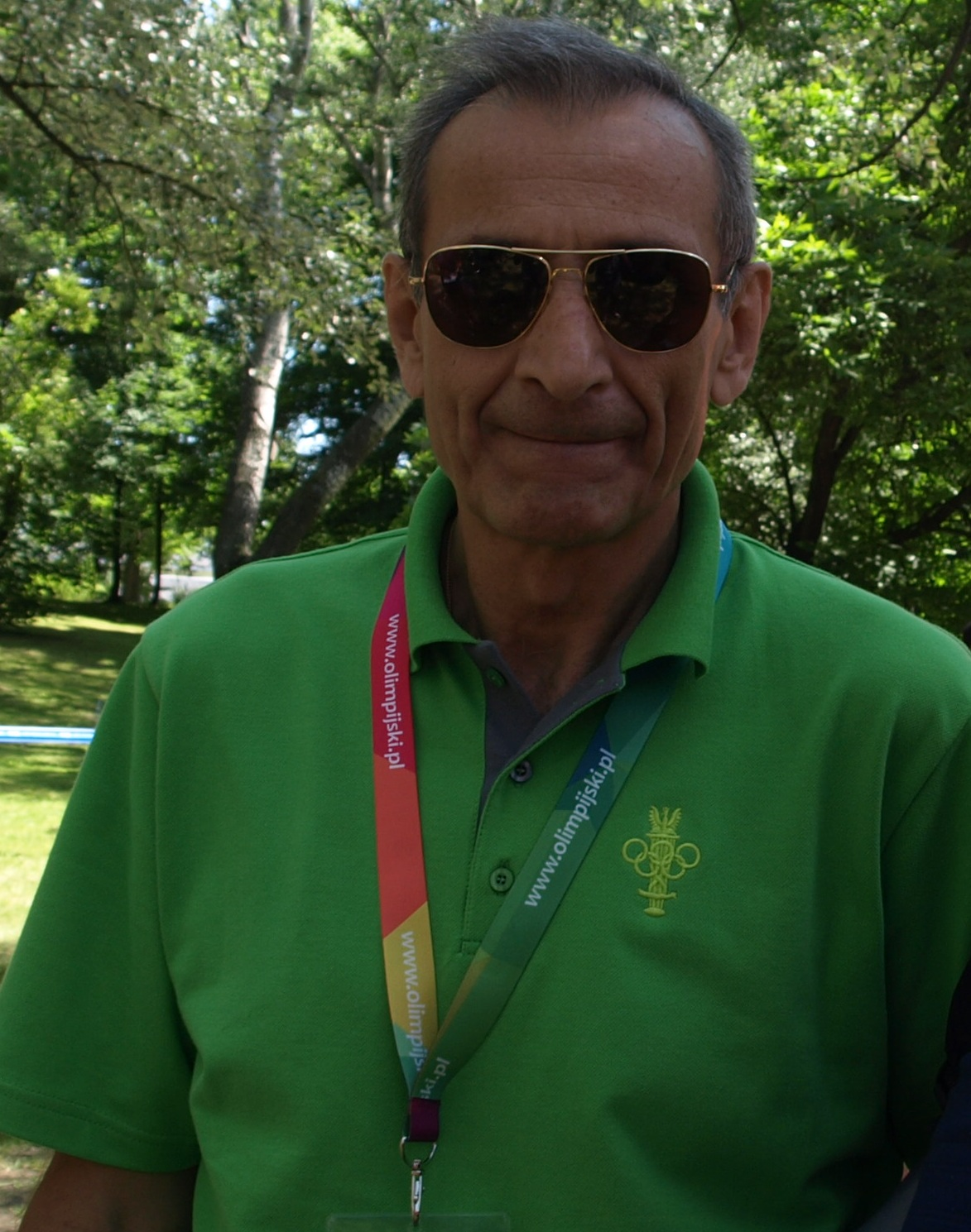
Arkadiusz Godel

Arkadiusz Godel (* 4. Februar 1952 in Lublin) ist ein ehemaliger polnischer Florettfechter. Godel ist der einzige Fechter, der sowohl beim Olympiasieg 1972 als auch beim Weltmeistertitel 1978 zur polnischen Mannschaft gehörte.
Arkadiusz Godel gehörte 1972 zur polnischen Mannschaft bei den Olympischen Spielen in München. Godel wurde nur im Vorrundengefecht gegen Deutschland eingesetzt. Die polnische Mannschaft mit Marek Dąbrowski, Jerzy Kaczmarek, Lech Koziejowski, Witold Woyda und Arkadiusz Godel kämpfte sich in der Folge bis ins Finale durch und gewann dort gegen die sowjetische Equipe die Goldmedaille. Ein Jahr später gewann die polnische Mannschaft bei der Weltmeisterschaft 1973 in der Besetzung Marek Dąbrowski, Witold Woyda, Leszek Martewicz, Lech Koziejowski und Arkadiusz Godel die Bronzemedaille.
Bei den Olympischen Spielen 1976 in Montreal belegte Godel mit der polnischen Mannschaft den fünften Platz. Zwei Jahre später bei den Weltmeisterschaften 1978 in Hamburg gewann die polnische Equipe mit Bogusław Zych, Adam Robak, Arkadiusz Godel, Marian Sypniewski und Leszek Martewicz den Titel durch einen Finalsieg über Frankreich.